# Notre-Dame-de-Cenilly
 Notre-Dame-de-Cenilly  es una población y comuna francesa, en la región de Baja Normandía, departamento de Mancha, en el distrito de Coutances y cantón de Cerisy-la-Salle.

## Demografía
| 955 | 919 | 743 | 690 | 660 | 690 |
| Para los censos de 1962 a 1999 la población legal corresponde a la población sin duplicidades (Fuente: INSEE [Consultar]) |     |     |     |     |     |